# Campeonato Brasileiro de Ginástica Artística de 2021
O Campeonato Brasileiro de Ginástica Artística de 2021 foi realizado de 29 de setembro a 3 de outubro de 2021, em Aracaju, Sergipe.

## Medalhistas
| Evento              | Ouro | Prata | Bronze                                                                                         |
| Masculino           | Masculino | Masculino | Masculino                                                                                      |
| ------------------- | --- | --- | ---------------------------------------------------------------------------------------------- |
| Equipes             | Minas Tênis Clube Caio Souza Gabriel Barbosa Lucas Bitencourt Rankiel Neves Bernardo Actos Mateus Camilo               | Esporte Clube Pinheiros Francisco Barreto Patrick Correa Diogo Paes Arthur Nory Guilherme Oliveira Leonardo Souza | SERC Santa Maria Johnny Oshiro Yuri Guimarães Gabriel Cerqueira Murilo Pontedura Vitor Ribeiro |
| Individual geral    | Caio Souza Minas Tênis Clube                                                                                           | Francisco Barreto Esporte Clube Pinheiros                                                                         | Johnny Oshiro SERC Santa Maria                                                                 |
| Solo                | Caio Souza Minas Tênis Clube                                                                                           | Arthur Nory Esporte Clube Pinheiros Patrick Correa Esporte Clube Pinheiros                                        | —                                                                                              |
| Cavalo com alças    | Francisco Barreto Esporte Clube Pinheiros                                                                              | Johnny Oshiro SERC Santa Maria                                                                                    | Vinicius Machado APAM Setor Leste                                                              |
| Argolas             | Caio Souza Minas Tênis Clube                                                                                           | Guilherme Oliveira Esporte Clube Pinheiros                                                                        | Lucas Bitencourt Minas Tênis Clube                                                             |
| Salto               | Caio Souza Minas Tênis Clube                                                                                           | Yuri Guimarães SERC Santa Maria                                                                                   | Josué Heliodoro SOGIPA                                                                         |
| Barras paralelas    | Caio Souza Minas Tênis Clube                                                                                           | Francisco Barreto Esporte Clube Pinheiros                                                                         | Gabriel Barbosa Minas Tênis Clube                                                              |
| Barra fixa          | Arthur Nory Esporte Clube Pinheiros                                                                                    | Caio Souza Minas Tênis Clube                                                                                      | Diogo Paes Esporte Clube Pinheiros                                                             |
| Feminino            | | |                                                                                                |
| Equipes             | Clube de Regatas do Flamengo Rebeca Andrade Lorrane Oliveira Maria Moreno Hellen Vitória Daniele Hypolito Jade Barbosa | CEGIN Júlia Soares Ana Luisa Lima Josiany Calixto Natalia Jesus Alana Oliveira Carolyne Pedro                     | ADECO Christal Bezerra Sophia Fernandes Gabriela Barbosa Isabella Gardziulis                   |
| Individual geral    | Rebeca Andrade Clube de Regatas do Flamengo                                                                            | Lorrane Oliveira Clube de Regatas do Flamengo                                                                     | Christal Bezerra ADECO                                                                         |
| Salto               | Christal Bezerra ADECO                                                                                                 | Beatriz Santos Fluminense Football Club                                                                           | Hellen Vitória Clube de Regatas do Flamengo                                                    |
| Barras assimétricas | Lorrane Oliveira Clube de Regatas do Flamengo                                                                          | Jade Barbosa Clube de Regatas do Flamengo                                                                         | Amanda Lima SESI-SP                                                                            |
| Trave               | Josiany Calixto CEGIN                                                                                                  | Jade Barbosa Clube de Regatas do Flamengo                                                                         | Maria Moreno Clube de Regatas do Flamengo                                                      |
| Solo                | Christal Bezerra ADECO Júlia Soares CEGIN                                                                              | — | Rafaela Oliva Grêmio Náutico União                                                             |

Fontes: 